# Третій надзвичайний великий збір ОУН (б)
Третій надзвичайний великий збір ОУН (б) пройшов з 21 по 25 серпня 1943 року на хуторах біля села Золота Слобода у Галичині та став одним з поворотних моментів в історії ОУН (б). На зборах було оформлено відмову від ідеології інтегрального націоналізму, були змінені програма і статут ОУН (б), проголошена боротьба як проти більшовизму, так і проти німецького нацизму за цілковите визволення українського народу та будівництво демократичної та соціально орієнтованої української держави.

## Організація зборів

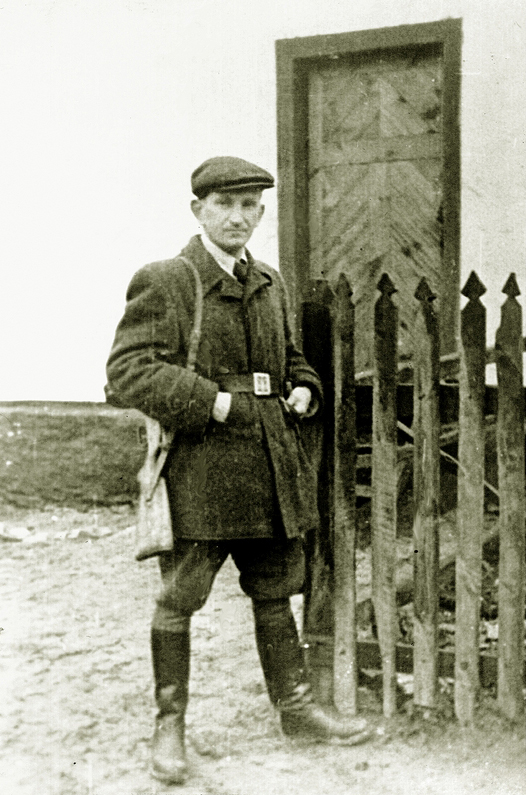
Р. Шухевич. 1943 рік.

Кардинальні зміни військово-політичного положення з часу початку Другої світової війни на теренах України вимагали нових рішень для продовження боротьби та оцінки попередньої діяльности ОУН (б). У зв'язку з цим ідеологи політичної платформи УПА в серпні 1943 року організували конспіративне проведення 3-го надзвичайного збору ОУН (б), в якому брали участь 27 осіб, зокрема Р. Шухевич, М. Степаняк, Й. Позичанюк, М. Арсенич, Я. Бусел, Р. Волошин, Р. Кравчук, В. Кук, М. Лебідь, О. Логуш, Д. Маївський, З. Марцюк, В. Охримович, М. Палідович, В. Турковський, М. Прокоп, В. Сидор, Д. Ребет, І. Гриньох (останній не був членом ОУН) та інші. Деякі учасники вважали зібрання нелегітимним через відсутність Степана Бандери.
За версією Володимира Дзьобака, котрий, в свою чергу, посилається на «Нариси» Ю. Киричука, перед проведенням зборів керівництво ОУН (б) направило Дмитрові Донцову (основоположнику української версії ідеології інтегрального націоналізму, на яку спочатку орієнтувалася ОУН) проєкт змін у програмі та ідеології партії, проте всі його критичні зауваження були проігноровані. Однак це твердження є досить проблематично пояснюваним з огляду на відсутність реакції Донцова щодо рішення збору в 1943—1945 роках. При цьому Донцов в другій половині 1940-х років дійсно виступив з розгромною критикою  ІІІ-го збору, настільки упередженою, що Провід ОУН за кордоном засудив нападки Донцова.
Збори обрали своїм Головою Президії Ростислава Волошина, а секретарем — Михайла Палідовича.

## Порядок денний збору
До порядку денного збору ввійшли такі питання:
1. Доповідь про міжнародну та внутрішню ситуацію (доповідач — Мирослав Прокоп псевдо «Гармаш»);
2. Зміна програми (доповідач — Омелян Логуш псевдо «Іванів», «Пиворіз»);
3. Зміна організаційного уставу (доповідач — Дмитро Маївський псевдо «Тарас», «Косар»);
4. Вибори центральних органів;
5. Інші питання.

## Стратегічні та військові питання
Виступаючи зі своєю доповіддю, Мирослав Прокоп сказав, що з моменту створення УПА авторитет Організації українських націоналістів виріс і ОУН стала єдиною «революційно-політичною силою в Україні». А по закінченні доповіді «Гармаш» висловив наступні пропозиції:
1. Скерувати роботу організації на «революцію в СРСР» через утворення з іншими народами СРСР спільного фронту боротьби;
2. Налагодити зв'язки з народами, що не входили до складу СРСР, для координації спільних дій;
3. Домагатись підтримки з боку Великої Британії.

На нарадах розглядалося три варіанти розвитку подій:
- більшовики візьмуть під контроль всю Україну, але будуть ослаблені; в цьому випадку потужна УПА зможе підняти повстання на всій території України;
- західні союзники висадяться на Балканах і зупинять просування Червоної Армії; за такого варіанту розвитку подій необхідно мати якомога більш потужну українську армію, яка зможе стати важливим чинником у розв'язанні українського питання;
- на момент перемоги над нацистською Німеччиною СРСР буде настільки сильним, що союзники будуть змушені рахуватися з його вимогами; в цьому випадку будь-який повстанський рух неминуче буде придушений й українським силам слід думати про еміграцію.

Внаслідок дискусій перемогли прихильники першої точки зору. Аргументи Лебедя і Степаняка про те, що боротьба слабкоозброєної УПА проти сильної Червоної Армії призведе до масової загибелі українців, були відкинуті. В результаті було ухвалене рішення (зокрема, його підтримали Шухевич, Волошин, Бусел і «Іванов»):
- максимально збільшити чисельність УПА внаслідок мобілізації населення;
- до підходу Червоної армії створити запаси зброї, одягу, продовольства та засобів зв'язку; підрозділи УПА сконцентрувати у місцевості із природними умовами, що сприятимуть таємному перебуванню великих військових частин;
- дочекатися проходження фронту на захід та почати пересування на схід України, у Білорусію та на Кавказ, піднімаючи народи на повстання проти СРСР.

Також у постанові було вказано, що організація має боротися не тільки проти більшовиків, але і проти німецького нацизму. Ця постанова стала логічним продовженням рішення III конференції ОУН (б) про підготовку збройного повстання проти німецьких окупантів та розпорядження Проводу про початок збройної протидії німецькому теророві проти місцевого населення, що були ухвалені весною 1943 року..
Хоча боротьба проти німецьких окупаційних військ мала обмежений характер і тривала недовго, сам факт, що українці змогли вести боротьбу одночасно і проти СРСР і проти Німеччини, стимулював розвиток націоналістичних настроїв.

## Програмові та організаційні зміни
Після багатоденних обговорень було ухвалене рішення про внесення змін до програмних документів. Положення про верховенство інтересів нації та курс на створення незалежної соборної української держави були залишені, проте була проголошена свобода світогляду і неприпустимість нав'язування суспільству будь-яких догм і доктрин, задекларовано знищення будь-яких форм експлуатації.
Велику увагу було приділено економічним і соціальним питанням, що насамперед цікавили українців східних земель. Зокрема, передбачалась приватна власність на землю, націоналізація промисловості, за участи робітників в їхньому управлінні та право на створення профспілок. Гарантувались гідні умови та оплата праці — замість радянського стахановства (інтенсифікації відрядної оплати) пропонувалося перейти на добровільну роботу в наднормовий час. Зрівнювалися права жінок і чоловіків (але жінки звільнялися від шкідливих робіт). Проголошувалося безкоштовну охорону здоров'я, шкільну і вищу освіту, пенсійне забезпечення. Також гарантувалися свобода слова, друку і релігії, свобода вибору роботи, вільні профспілки.
Великий Збір затвердив нове керівництво ОУН (б) — підтвердив повноваження Бюро, що було обране в травні 1943 року після відсторонення від керівництва Провідника М. Лебедя. Замість арештованого гестапівцями З. Матли до складу бюро був введений Ростислав Волошин («Павленко»). Таким чином, фактичне керівництво організацією залишилося за членом бюро Р. Шухевичем («першим серед рівних»), позиції якого зміцнилися.
Збір показав готовність нового проводу до ідеологічних змін в організації задля досягнення головної мети ОУН — побудови Української Самостійної Соборної Держави, закріпив демократичний курс реформ, напрацював нову соціально-економічну та політичну доктрини організації. Українська історіографія означає напрямок нової програми ОУН як соціал-демократичний.
За словами учасника зібрання, генерала Василя Кука, головним гаслом ОУН, поряд з побудовою УССД, стало «Воля народам! Воля людині!». Збір неоднозначно зафіксував своє відношення до інших народів, визначивши їх право на власну державу в межах етнічних територій. Це дало перевагу в бойових діях — представники інших національностей не воювали проти УПА, а переходили на їх сторону. Запроваджена демократичність в ухваленні рішень сприяла залученню широких мас до національно-визвольної боротьби.

## Пропозиції про подальшу долю ОУН (б)
На одному із зібрань була заслухана доповідь М. Степаняка, який запропонував розпустити ОУН і створити (з ініціативи та під керівництвом ОУН) нову структуру за участю українців зі сходу. Прихильниками таких фундаментальних змін, які повинні були подолати несприйняття ОУН населенням підрадянської України, були також В. Кук і «Клим Савур».
Надалі, в червні 1944 року, така організація («Народно-визвольна революційна організація») була проголошена на конференції ОУН, що проходила в лісі поблизу села Дермань Здолбунівського району Рівненської області. На конференції були присутні В. Кук, М. Степаняк, Я. Бусел і інші члени УПА, їхні фактично опозиційні щодо ОУН (б) починання підтримали М. Лебедь і Д. Клячківський («Клим Савур»). Основний натхненник НВРО Степаняк приступив до написання тимчасової програми, але незабаром був схоплений НКВС. Створенням організації продовжили займатися Кук і Бусел, але незабаром Шухевич перехопив ініціативу, створивши надпартійну Українську головну визвольну раду. Наприкінці 1944 року на засіданні Проводу ОУН було прийнято рішення про ліквідацію НВРО, Кук і Бусел повернулися до складу ОУН (б).